# Mit dem Zauberpferd nach London
Mit dem Zauberpferd nach London ist ein Roman für Kinder von Dieter Kühn, der 1973 bei Luchterhand zum ersten Mal erschien. 1976 folgte eine Taschenbuchausgabe des von der Literaturkritik hochgelobten Buches bei rororo. Auch gab es eine Lizenzausgabe in einem Buchclub. Weitere Auflagen blieben aus. 

## Inhalt
Das im Titel erwähnte Zauberpferd ist eigentlich eine Zeitmaschine, mit der der Kunstreiter Sihan und die Kinder Saadi und Morgiane aus dem frühen Orient in das London der Gegenwart reisen, um einen Zauberstab zu suchen, mit dem man Tiere vergrößern und verkleinern kann, von dem der Erbauer der Zeitmaschine, Hassan Abdallah Ali, durch einen Zukunftsroman erfahren hatte. Die Zeitreisenden sehen sich in London jedoch zunächst einmal konfrontiert mit zahlreichen, und zum Teil ebenso unglaublichen Errungenschaften der Neuzeit. Die daraus resultierenden Erlebnisse werden in immer neuen Episoden erzählt.

## Kritik
Das Buch wurde als „phantastisches Kinderbuch“ und als „Kunststück“ bezeichnet, wie es Realität und Fiktion scheinbar ohne Anstrengung vermische. Eine Literaturgeschichte der 1970er Jahre war 1985 gar der Meinung, Kühn sei es in diesem Buch wie zuvor „keinem zweiten“ Gegenwartsautor gelungen, „phantastische Elemente mit aufklärerischen und informativen zu verbinden“.

## Hörspiel
Radio Bremen produzierte 1977 ein Hörspiel (Hörspielbearbeitung: Charlotte Niemann) nach dem Jugendroman, das auch auf Tonträgern der Deutschen Grammophon veröffentlicht wurde. Hier fungierte die damals bekannte Stimme des Schauspielers und Synchronsprechers Stefan Wigger als Erzähler.

## Textausgaben
- Mit dem Zauberpferd nach London. Luchterhand, Darmstadt / Neuwied 1973, ISBN 3-472-86377-3
- Mit dem Zauberpferd nach London. Büchergilde Gutenberg, Frankfurt am Main / Wien / Zürich 1975, ISBN 3-7632-1890-4
- Mit dem Zauberpferd nach London. Rowohlt, Reinbek bei Hamburg 1976, ISBN 3-499-20129-1

## Einzelbelege
1. ↑  Werner Klüppelholz, Helmut Scheuer (Hrsg.): Dieter Kühn, Suhrkamp, Frankfurt am Main 1992, S. 272.
2. ↑  Gert Mattenklott, Gerhart Pickerodt (Hrsg.): Literatur der siebziger Jahre, Argument-Verlag, Berlin 1985, S. 144.